# 前318年
| 千纪： | 前1千纪 |
| 世纪： | 前5世纪 \| 前4世纪 \| 前3世纪 |
| 年代： | 前340年代 \| 前330年代 \| 前320年代 \| 前310年代 \| 前300年代 \| 前290年代 \| 前280年代                                                                              |
| 年份： | 前323年 \| 前322年 \| 前321年 \| 前320年 \| 前319年 \| 前318年 \| 前317年 \| 前316年 \| 前315年 \| 前314年 \| 前313年                                                |
| 纪年： | 周慎靚王三年 魯平公五年 齊宣王二年 趙武靈王八年 魏襄王元年 韓宣惠王十五年 秦惠文王七年 楚懷王十一年 宋康王十一年 衛嗣君十七年 燕王噲三年 越王無彊二十五年 中山王十年 |

## 大事记
- 巴勒斯坦：托勒密王国国王托勒密一世占领猶大王國。
- 中国：函谷關之戰，魏國國相公孫衍以楚懷王為縱約長，聯合楚、燕、趙、魏、韓與匈奴攻秦，至函谷關。秦人出兵迎之，五國之師皆敗走。

## 出生
- 皮洛士，伊庇鲁斯国王